# Eugen Rupf
Eugen Rupf (16 giugno 1914 – 29 agosto 2000) è stato un calciatore e allenatore di calcio svizzero, di ruolo attaccante.